# Fraktion der Demokratischen Partei Albaniens
Die Fraktion der Demokratischen Partei Albaniens ist die konservative Parlamentarierfraktion des albanischen Parlaments.
In der Fraktion der Demokratischen Partei sind in der 10. Legislaturperiode nach den Wahlen 2021 nur 44 der 49 Abgeordneten der Partei vereint. Die übrigen unterstützen kleinere Parteien, um zwei weitere Fraktionen bilden zu können. Parteigründer Sali Berisha wurde aus der Fraktion ausgeschlossen.
Die Fraktion vertrat in der 9. Legislatur des Parlaments nach den Wahlen 2017 28,28 Prozent Wähleranteil. Ihr gehörten 33 Abgeordnete an, die den Parlamentsbetrieb aber über einen längeren Zeitraum boykottierten. In der vorangehenden Legislatur waren es 38 Abgeordnete.
Fraktionspräsident ist Alfred Rushaj.